# Bernd Dankowski

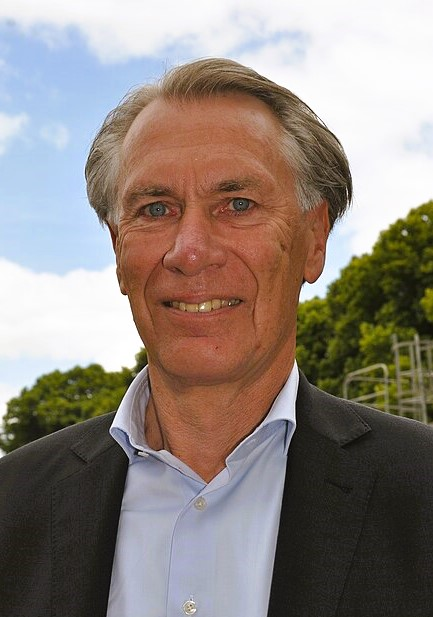
Bernd Dankowski (2025)

Bernd Dankowski (* 11. Mai 1963 in Hamburg) ist ein deutscher Radsportfunktionär. Seit April 2025 ist er Präsident des deutschen Radsportverbandes German Cycling sowie seit März 2025 Vizepräsident der Union Européenne de Cyclisme.

## Werdegang
Zunächst betrieb Dankowski Fußball und Laufsport. Im Jahr 2000 stieg er auf das Fahrrad um, da er Radsport interessanter fand. In den folgenden Jahren engagierte sich Dankowski, der Wirtschaftsprüfer von Beruf ist, auch ehrenamtlich im Radsport. Von 2014 bis 2024 war er Präsident des Radsport-Verbandes Hamburg.
Am 5. April 2025 wurde Dankowski als Nachfolger von Rudolf Scharping zum Präsidenten von German Cycling gewählt, nachdem er vorher schon zwei Jahre lang als Vizepräsident fungiert hatte.